# Entre brumas
Entre brumas é uma telenovela mexicana produzida por Ernesto Alonso para a Televisa e exibida pelo El Canal de las Estrellas em 1973.
Foi protagonizada por Chela Castro e Ricardo Blume e antagonizada por Rita Macedo e Macaria.

## Sinopse
A história se passa na Inglaterra, onde Deborah Winters é uma mulher muito reprimida, dominada por seu pai e que cresceu à sombra de sua linda, mas cruel amiga, Linda Anderson. Esta sempre tirou de Deborah tudo o que ela deseja, incluindo Paul Anderson, de quem Deborah está apaixonada.
Depois de 10 anos, Linda e Paul retornam à pequena cidade inglesa onde moravam, enquanto Deborah se tornou uma solteirona neurótica e amarga. O casamento de Linda e Paul é muito infeliz porque Paulo nunca esteve apaixonado por ela e só fica do seu lado por piedade. Deborah vê nessa a oportunidade de se aproximar de Paulo porque ele acredita que ele ainda a ama. No entanto, novamente alguém vem entre eles, Doris, que é filha do médico da aldeia. Muitas coisas acontecerão antes que Deborah possa ter a oportunidade de estar com Paul novamente.

## Elenco
- Chela Castro - Deborah Winters
- Ricardo Blume - Paul Anderson
- Rita Macedo - Linda Anderson
- Macaria - Doris
- Narciso Busquets - Jean Louis
- Miguel Manzano - Charlie
- María Rubio - Susan
- Alicia Montoya - Sarah
- Otto Sirgo - Enrico Petrini
- Lucía Guilmáin - Mary
- Guillermo Murray - Robert Green
- José Luis Jiménez - Sir James Winters
- Alfonso Meza - Oscar Anderson
- Gloria Guzmán - Sra. Lester
- Héctor Sáez - Bill
- Malena Doria - Elizabeth
- Ignacio Rubiell - Ruby
- Tita Grieg - Ángela
- Roberto Antúnez - Ricardo
- José Antonio Ferral - Tom

## Versões
- Em 1983 se realizou um remake dsta historia, sob a produção de Irene Sabido para Televisa, chamado Amor ajeno e foi protagonizada por Irma Lozano, Jorge Lavat e Úrsula Prats. Essa história se ambientou no México contemporâneo dos anos 80.